# Вителия
Вителия (на латински: Vitellia) е знатна римлянка от ранната Римска империя от род Вителии през 1 век пр.н.е. Тя е далечна леля на император Вителий.
Вителия е съпруга на Авъл Плавций суфектконсул през 1 пр.н.е. Двамата имат двама сина и една дъщеря:
- Авъл Плавций, суфектконсул 29 г. и завоювател на Британия
- Квинт Плавций, консул 36 г.
- Плавция, съпруга на Публий Петроний и майка на Петрония, съпругата на император Вителий.